# Aracsinovo
Аracsinovo (albánul: Haraçina) városa az azonos nevű járás székhelye Észak-Macedóniában.

## Népesség
Aracsinovo városának 2002-ben 7 315 lakosa volt, melyből 6 677 albán, 594 macedón, 10 szerb, 2 bosnyák, 1 vlah és 31 egyéb nemzetiségű.
Az aracsinovói járásnak 2002-ben 11 992 lakosa volt, melyből 10 879 albán (90,7%), 987 macedón (8,2%) és 126 egyéb nemzetiségű.

## A járáshoz tartozó települések
- Aracsinovo
- Grusino,
- Mojanci,
- Orlanci